# William Wragg
Ne doit pas être confondu avec Wragg.
William Peter Wragg, né le 11 décembre 1987 à Stockport, est un homme politique britannique membre du Parti conservateur.

## Biographie
Wragg est diplômé en histoire de l'université de Manchester et devient enseignant en 2014. Il démissionne quelques mois plus tard pour travailler pour un député.
Lors des élections générales britanniques de 2015, il fait basculer la circonscription de Hazel Grove dans le camp conservateur en rassemblant 17 882 voix et devançant la libérale-démocrate Lisa Smart (41 % contre 26 %). Il est réélu en 2017 avec 45,4 % des suffrages (20 047 bulletins) devant Smart à 32,9 % et les candidats travailliste et vert à 20,5 % et 1,2 %.
En 2016, Wragg fait polémique en révélant qu'il retourne vivre chez ses parents car il ne peut pas se permettre d'acheter une maison. De par sa situation de parlementaire, il gagne en effet trois fois le revenu médian et peut se voir rembourser son loyer à Londres,.
Wragg est ouvertement homosexuel,.

## Positions politiques
Wragg se trouve à la droite du Parti conservateur. Il milite en faveur du Brexit et soutient Andrea Leadsom, notamment opposée au mariage homosexuel, lors de l'élection à la direction du Parti conservateur de 2016,.